# Comuni d'Italia (G)
Questa pagina contiene l'elenco dei comuni italiani il cui nome inizia con la lettera G.
Per ogni comune vengono indicate la provincia e la regione di appartenenza.
| Comune                      | Provincia             | Regione               |
| --------------------------- | --------------------- | --------------------- |
| Gabbioneta-Binanuova        | Cremona               | Lombardia             |
| Gabiano                     | Alessandria           | Piemonte              |
| Gabicce Mare                | Pesaro e Urbino       | Marche                |
| Gaby                        | Aosta                 | Valle d'Aosta         |
| Gadesco-Pieve Delmona       | Cremona               | Lombardia             |
| Gadoni                      | Nuoro                 | Sardegna              |
| Gaeta                       | Latina                | Lazio                 |
| Gaggi                       | Messina               | Sicilia               |
| Gaggiano                    | Milano                | Lombardia             |
| Gaggio Montano              | Bologna               | Emilia-Romagna        |
| Gaglianico                  | Biella                | Piemonte              |
| Gagliano Aterno             | L'Aquila              | Abruzzo               |
| Gagliano Castelferrato      | Enna                  | Sicilia               |
| Gagliano del Capo           | Lecce                 | Puglia                |
| Gagliato                    | Catanzaro             | Calabria              |
| Gagliole                    | Macerata              | Marche                |
| Gaiarine                    | Treviso               | Veneto                |
| Gaiba                       | Rovigo                | Veneto                |
| Gaiola                      | Cuneo                 | Piemonte              |
| Gaiole in Chianti           | Siena                 | Toscana               |
| Gairo                       | Nuoro                 | Sardegna              |
| Gais                        | Bolzano               | Trentino-Alto Adige   |
| Galati Mamertino            | Messina               | Sicilia               |
| Galatina                    | Lecce                 | Puglia                |
| Galatone                    | Lecce                 | Puglia                |
| Galatro                     | Reggio Calabria       | Calabria              |
| Galbiate                    | Lecco                 | Lombardia             |
| Galeata                     | Forlì-Cesena          | Emilia-Romagna        |
| Galgagnano                  | Lodi                  | Lombardia             |
| Gallarate                   | Varese                | Lombardia             |
| Gallese                     | Viterbo               | Lazio                 |
| Galliate                    | Novara                | Piemonte              |
| Galliate Lombardo           | Varese                | Lombardia             |
| Galliavola                  | Pavia                 | Lombardia             |
| Gallicano                   | Lucca                 | Toscana               |
| Gallicano nel Lazio         | Roma                  | Lazio                 |
| Gallicchio                  | Potenza               | Basilicata            |
| Galliera                    | Bologna               | Emilia-Romagna        |
| Galliera Veneta             | Padova                | Veneto                |
| Gallinaro                   | Frosinone             | Lazio                 |
| Gallio                      | Vicenza               | Veneto                |
| Gallipoli                   | Lecce                 | Puglia                |
| Gallo Matese                | Caserta               | Campania              |
| Gallodoro                   | Messina               | Sicilia               |
| Galluccio                   | Caserta               | Campania              |
| Galtellì                    | Nuoro                 | Sardegna              |
| Galzignano Terme            | Padova                | Veneto                |
| Gamalero                    | Alessandria           | Piemonte              |
| Gambara                     | Brescia               | Lombardia             |
| Gambarana                   | Pavia                 | Lombardia             |
| Gambasca                    | Cuneo                 | Piemonte              |
| Gambassi Terme              | Firenze               | Toscana               |
| Gambatesa                   | Campobasso            | Molise                |
| Gambellara                  | Vicenza               | Veneto                |
| Gamberale                   | Chieti                | Abruzzo               |
| Gambettola                  | Forlì-Cesena          | Emilia-Romagna        |
| Gambolò                     | Pavia                 | Lombardia             |
| Gandellino                  | Bergamo               | Lombardia             |
| Gandino                     | Bergamo               | Lombardia             |
| Gandosso                    | Bergamo               | Lombardia             |
| Gangi                       | Palermo               | Sicilia               |
| Garaguso                    | Matera                | Basilicata            |
| Garbagna                    | Alessandria           | Piemonte              |
| Garbagna Novarese           | Novara                | Piemonte              |
| Garbagnate Milanese         | Milano                | Lombardia             |
| Garbagnate Monastero        | Lecco                 | Lombardia             |
| Garda                       | Verona                | Veneto                |
| Gardone Riviera             | Brescia               | Lombardia             |
| Gardone Val Trompia         | Brescia               | Lombardia             |
| Garessio                    | Cuneo                 | Piemonte              |
| Gargallo                    | Novara                | Piemonte              |
| Gargazzone                  | Bolzano               | Trentino-Alto Adige   |
| Gargnano                    | Brescia               | Lombardia             |
| Garlasco                    | Pavia                 | Lombardia             |
| Garlate                     | Lecco                 | Lombardia             |
| Garlenda                    | Savona                | Liguria               |
| Garniga Terme               | Trento                | Trentino-Alto Adige   |
| Garzeno                     | Como                  | Lombardia             |
| Garzigliana                 | Torino                | Piemonte              |
| Gasperina                   | Catanzaro             | Calabria              |
| Gassino Torinese            | Torino                | Piemonte              |
| Gattatico                   | Reggio Emilia         | Emilia-Romagna        |
| Gatteo                      | Forlì-Cesena          | Emilia-Romagna        |
| Gattico-Veruno              | Novara                | Piemonte              |
| Gattinara                   | Vercelli              | Piemonte              |
| Gavardo                     | Brescia               | Lombardia             |
| Gavello                     | Rovigo                | Veneto                |
| Gaverina Terme              | Bergamo               | Lombardia             |
| Gavi                        | Alessandria           | Piemonte              |
| Gavignano                   | Roma                  | Lazio                 |
| Gavirate                    | Varese                | Lombardia             |
| Gavoi                       | Nuoro                 | Sardegna              |
| Gavorrano                   | Grosseto              | Toscana               |
| Gazoldo degli Ippoliti      | Mantova               | Lombardia             |
| Gazzada Schianno            | Varese                | Lombardia             |
| Gazzaniga                   | Bergamo               | Lombardia             |
| Gazzo                       | Padova                | Veneto                |
| Gazzo Veronese              | Verona                | Veneto                |
| Gazzola                     | Piacenza              | Emilia-Romagna        |
| Gazzuolo                    | Mantova               | Lombardia             |
| Gela                        | Caltanissetta         | Sicilia               |
| Gemmano                     | Rimini                | Emilia-Romagna        |
| Gemona del Friuli           | Udine                 | Friuli-Venezia Giulia |
| Gemonio                     | Varese                | Lombardia             |
| Genazzano                   | Roma                  | Lazio                 |
| Genga                       | Ancona                | Marche                |
| Genivolta                   | Cremona               | Lombardia             |
| Genola                      | Cuneo                 | Piemonte              |
| Genoni                      | Sud Sardegna          | Sardegna              |
| Genova                      | Genova                | Liguria               |
| Genuri                      | Sud Sardegna          | Sardegna              |
| Genzano di Lucania          | Potenza               | Basilicata            |
| Genzano di Roma             | Roma                  | Lazio                 |
| Gera Lario                  | Como                  | Lombardia             |
| Gerace                      | Reggio Calabria       | Calabria              |
| Geraci Siculo               | Palermo               | Sicilia               |
| Gerano                      | Roma                  | Lazio                 |
| Gerenzago                   | Pavia                 | Lombardia             |
| Gerenzano                   | Varese                | Lombardia             |
| Gergei                      | Sud Sardegna          | Sardegna              |
| Germagnano                  | Torino                | Piemonte              |
| Germagno                    | Verbano-Cusio-Ossola  | Piemonte              |
| Germignaga                  | Varese                | Lombardia             |
| Gerocarne                   | Vibo Valentia         | Calabria              |
| Gerola Alta                 | Sondrio               | Lombardia             |
| Gerre de' Caprioli          | Cremona               | Lombardia             |
| Gesico                      | Sud Sardegna          | Sardegna              |
| Gessate                     | Milano                | Lombardia             |
| Gessopalena                 | Chieti                | Abruzzo               |
| Gesturi                     | Sud Sardegna          | Sardegna              |
| Gesualdo                    | Avellino              | Campania              |
| Ghedi                       | Brescia               | Lombardia             |
| Ghemme                      | Novara                | Piemonte              |
| Ghiffa                      | Verbano-Cusio-Ossola  | Piemonte              |
| Ghilarza                    | Oristano              | Sardegna              |
| Ghisalba                    | Bergamo               | Lombardia             |
| Ghislarengo                 | Vercelli              | Piemonte              |
| Giacciano con Baruchella    | Rovigo                | Veneto                |
| Giaglione                   | Torino                | Piemonte              |
| Gianico                     | Brescia               | Lombardia             |
| Giano dell'Umbria           | Perugia               | Umbria                |
| Giano Vetusto               | Caserta               | Campania              |
| Giardinello                 | Palermo               | Sicilia               |
| Giardini-Naxos              | Messina               | Sicilia               |
| Giarole                     | Alessandria           | Piemonte              |
| Giarratana                  | Ragusa                | Sicilia               |
| Giarre                      | Catania               | Sicilia               |
| Giave                       | Sassari               | Sardegna              |
| Giaveno                     | Torino                | Piemonte              |
| Giavera del Montello        | Treviso               | Veneto                |
| Giba                        | Sud Sardegna          | Sardegna              |
| Gibellina                   | Trapani               | Sicilia               |
| Gifflenga                   | Biella                | Piemonte              |
| Giffone                     | Reggio Calabria       | Calabria              |
| Giffoni Sei Casali          | Salerno               | Campania              |
| Giffoni Valle Piana         | Salerno               | Campania              |
| Gignese                     | Verbano-Cusio-Ossola  | Piemonte              |
| Gignod                      | Aosta                 | Valle d'Aosta         |
| Gildone                     | Campobasso            | Molise                |
| Gimigliano                  | Catanzaro             | Calabria              |
| Ginestra                    | Potenza               | Basilicata            |
| Ginestra degli Schiavoni    | Benevento             | Campania              |
| Ginosa                      | Taranto               | Puglia                |
| Gioi                        | Salerno               | Campania              |
| Gioia dei Marsi             | L'Aquila              | Abruzzo               |
| Gioia del Colle             | Bari                  | Puglia                |
| Gioia Sannitica             | Caserta               | Campania              |
| Gioia Tauro                 | Reggio Calabria       | Calabria              |
| Gioiosa Ionica              | Reggio Calabria       | Calabria              |
| Gioiosa Marea               | Messina               | Sicilia               |
| Giove                       | Terni                 | Umbria                |
| Giovinazzo                  | Bari                  | Puglia                |
| Giovo                       | Trento                | Trentino-Alto Adige   |
| Girasole                    | Nuoro                 | Sardegna              |
| Girifalco                   | Catanzaro             | Calabria              |
| Gissi                       | Chieti                | Abruzzo               |
| Giuggianello                | Lecce                 | Puglia                |
| Giugliano                   | Napoli                | Campania              |
| Giuliana                    | Palermo               | Sicilia               |
| Giuliano di Roma            | Frosinone             | Lazio                 |
| Giuliano Teatino            | Chieti                | Abruzzo               |
| Giulianova                  | Teramo                | Abruzzo               |
| Giungano                    | Salerno               | Campania              |
| Giurdignano                 | Lecce                 | Puglia                |
| Giussago                    | Pavia                 | Lombardia             |
| Giussano                    | Monza e della Brianza | Lombardia             |
| Giustenice                  | Savona                | Liguria               |
| Giustino                    | Trento                | Trentino-Alto Adige   |
| Giusvalla                   | Savona                | Liguria               |
| Givoletto                   | Torino                | Piemonte              |
| Gizzeria                    | Catanzaro             | Calabria              |
| Glorenza                    | Bolzano               | Trentino-Alto Adige   |
| Godega di Sant'Urbano       | Treviso               | Veneto                |
| Godiasco Salice Terme       | Pavia                 | Lombardia             |
| Godrano                     | Palermo               | Sicilia               |
| Goito                       | Mantova               | Lombardia             |
| Golasecca                   | Varese                | Lombardia             |
| Golferenzo                  | Pavia                 | Lombardia             |
| Golfo Aranci                | Sassari               | Sardegna              |
| Gombito                     | Cremona               | Lombardia             |
| Gonars                      | Udine                 | Friuli-Venezia Giulia |
| Goni                        | Sud Sardegna          | Sardegna              |
| Gonnesa                     | Sud Sardegna          | Sardegna              |
| Gonnoscodina                | Oristano              | Sardegna              |
| Gonnosfanadiga              | Sud Sardegna          | Sardegna              |
| Gonnosnò                    | Oristano              | Sardegna              |
| Gonnostramatza              | Oristano              | Sardegna              |
| Gonzaga                     | Mantova               | Lombardia             |
| Gordona                     | Sondrio               | Lombardia             |
| Gorga                       | Roma                  | Lazio                 |
| Gorgo al Monticano          | Treviso               | Veneto                |
| Gorgoglione                 | Matera                | Basilicata            |
| Gorgonzola                  | Milano                | Lombardia             |
| Goriano Sicoli              | L'Aquila              | Abruzzo               |
| Gorizia                     | Gorizia               | Friuli-Venezia Giulia |
| Gorla Maggiore              | Varese                | Lombardia             |
| Gorla Minore                | Varese                | Lombardia             |
| Gorlago                     | Bergamo               | Lombardia             |
| Gorle                       | Bergamo               | Lombardia             |
| Gornate Olona               | Varese                | Lombardia             |
| Gorno                       | Bergamo               | Lombardia             |
| Goro                        | Ferrara               | Emilia-Romagna        |
| Gorreto                     | Genova                | Liguria               |
| Gorzegno                    | Cuneo                 | Piemonte              |
| Gosaldo                     | Belluno               | Veneto                |
| Gossolengo                  | Piacenza              | Emilia-Romagna        |
| Gottasecca                  | Cuneo                 | Piemonte              |
| Gottolengo                  | Brescia               | Lombardia             |
| Govone                      | Cuneo                 | Piemonte              |
| Gozzano                     | Novara                | Piemonte              |
| Gradara                     | Pesaro e Urbino       | Marche                |
| Gradisca d'Isonzo           | Gorizia               | Friuli-Venezia Giulia |
| Grado                       | Gorizia               | Friuli-Venezia Giulia |
| Gradoli                     | Viterbo               | Lazio                 |
| Graffignana                 | Lodi                  | Lombardia             |
| Graffignano                 | Viterbo               | Lazio                 |
| Graglia                     | Biella                | Piemonte              |
| Gragnano                    | Napoli                | Campania              |
| Gragnano Trebbiense         | Piacenza              | Emilia-Romagna        |
| Grammichele                 | Catania               | Sicilia               |
| Grana Monferrato            | Asti                  | Piemonte              |
| Granarolo dell'Emilia       | Bologna               | Emilia-Romagna        |
| Grandate                    | Como                  | Lombardia             |
| Grandola ed Uniti           | Como                  | Lombardia             |
| Graniti                     | Messina               | Sicilia               |
| Granozzo con Monticello     | Novara                | Piemonte              |
| Grantola                    | Varese                | Lombardia             |
| Grantorto                   | Padova                | Veneto                |
| Granze                      | Padova                | Veneto                |
| Grassano                    | Matera                | Basilicata            |
| Grassobbio                  | Bergamo               | Lombardia             |
| Gratteri                    | Palermo               | Sicilia               |
| Gravedona ed Uniti          | Como                  | Lombardia             |
| Gravellona Lomellina        | Pavia                 | Lombardia             |
| Gravellona Toce             | Verbano-Cusio-Ossola  | Piemonte              |
| Gravere                     | Torino                | Piemonte              |
| Gravina di Catania          | Catania               | Sicilia               |
| Gravina in Puglia           | Bari                  | Puglia                |
| Grazzanise                  | Caserta               | Campania              |
| Grazzano Badoglio           | Asti                  | Piemonte              |
| Greccio                     | Rieti                 | Lazio                 |
| Greci                       | Avellino              | Campania              |
| Greggio                     | Vercelli              | Piemonte              |
| Gremiasco                   | Alessandria           | Piemonte              |
| Gressan                     | Aosta                 | Valle d'Aosta         |
| Gressoney-La-Trinité        | Aosta                 | Valle d'Aosta         |
| Gressoney-Saint-Jean        | Aosta                 | Valle d'Aosta         |
| Greve in Chianti            | Firenze               | Toscana               |
| Grezzago                    | Milano                | Lombardia             |
| Grezzana                    | Verona                | Veneto                |
| Griante                     | Como                  | Lombardia             |
| Gricignano di Aversa        | Caserta               | Campania              |
| Grignasco                   | Novara                | Piemonte              |
| Grigno                      | Trento                | Trentino-Alto Adige   |
| Grimacco                    | Udine                 | Friuli-Venezia Giulia |
| Grimaldi                    | Cosenza               | Calabria              |
| Grinzane Cavour             | Cuneo                 | Piemonte              |
| Grisignano di Zocco         | Vicenza               | Veneto                |
| Grisolia                    | Cosenza               | Calabria              |
| Grizzana Morandi            | Bologna               | Emilia-Romagna        |
| Grognardo                   | Alessandria           | Piemonte              |
| Gromo                       | Bergamo               | Lombardia             |
| Grondona                    | Alessandria           | Piemonte              |
| Grone                       | Bergamo               | Lombardia             |
| Grontardo                   | Cremona               | Lombardia             |
| Gropello Cairoli            | Pavia                 | Lombardia             |
| Gropparello                 | Piacenza              | Emilia-Romagna        |
| Groscavallo                 | Torino                | Piemonte              |
| Grosio                      | Sondrio               | Lombardia             |
| Grosotto                    | Sondrio               | Lombardia             |
| Grosseto                    | Grosseto              | Toscana               |
| Grosso                      | Torino                | Piemonte              |
| Grottaferrata               | Roma                  | Lazio                 |
| Grottaglie                  | Taranto               | Puglia                |
| Grottaminarda               | Avellino              | Campania              |
| Grottammare                 | Ascoli Piceno         | Marche                |
| Grottazzolina               | Fermo                 | Marche                |
| Grotte                      | Agrigento             | Sicilia               |
| Grotte di Castro            | Viterbo               | Lazio                 |
| Grotteria                   | Reggio Calabria       | Calabria              |
| Grottole                    | Matera                | Basilicata            |
| Grottolella                 | Avellino              | Campania              |
| Gruaro                      | Venezia               | Veneto                |
| Grugliasco                  | Torino                | Piemonte              |
| Grumello Cremonese ed Uniti | Cremona               | Lombardia             |
| Grumello del Monte          | Bergamo               | Lombardia             |
| Grumento Nova               | Potenza               | Basilicata            |
| Grumo Appula                | Bari                  | Puglia                |
| Grumo Nevano                | Napoli                | Campania              |
| Grumolo delle Abbadesse     | Vicenza               | Veneto                |
| Guagnano                    | Lecce                 | Puglia                |
| Gualdo                      | Macerata              | Marche                |
| Gualdo Cattaneo             | Perugia               | Umbria                |
| Gualdo Tadino               | Perugia               | Umbria                |
| Gualtieri                   | Reggio Emilia         | Emilia-Romagna        |
| Gualtieri Sicaminò          | Messina               | Sicilia               |
| Guamaggiore                 | Sud Sardegna          | Sardegna              |
| Guanzate                    | Como                  | Lombardia             |
| Guarcino                    | Frosinone             | Lazio                 |
| Guarda Veneta               | Rovigo                | Veneto                |
| Guardabosone                | Vercelli              | Piemonte              |
| Guardamiglio                | Lodi                  | Lombardia             |
| Guardavalle                 | Catanzaro             | Calabria              |
| Guardea                     | Terni                 | Umbria                |
| Guardia Lombardi            | Avellino              | Campania              |
| Guardia Perticara           | Potenza               | Basilicata            |
| Guardia Piemontese          | Cosenza               | Calabria              |
| Guardia Sanframondi         | Benevento             | Campania              |
| Guardiagrele                | Chieti                | Abruzzo               |
| Guardialfiera               | Campobasso            | Molise                |
| Guardiaregia                | Campobasso            | Molise                |
| Guardistallo                | Pisa                  | Toscana               |
| Guarene                     | Cuneo                 | Piemonte              |
| Guasila                     | Sud Sardegna          | Sardegna              |
| Guastalla                   | Reggio Emilia         | Emilia-Romagna        |
| Guazzora                    | Alessandria           | Piemonte              |
| Gubbio                      | Perugia               | Umbria                |
| Gudo Visconti               | Milano                | Lombardia             |
| Guglionesi                  | Campobasso            | Molise                |
| Guidizzolo                  | Mantova               | Lombardia             |
| Guidonia Montecelio         | Roma                  | Lazio                 |
| Guiglia                     | Modena                | Emilia-Romagna        |
| Guilmi                      | Chieti                | Abruzzo               |
| Gurro                       | Verbano-Cusio-Ossola  | Piemonte              |
| Guspini                     | Sud Sardegna          | Sardegna              |
| Gussago                     | Brescia               | Lombardia             |
| Gussola                     | Cremona               | Lombardia             |